# Mary Barratt Due

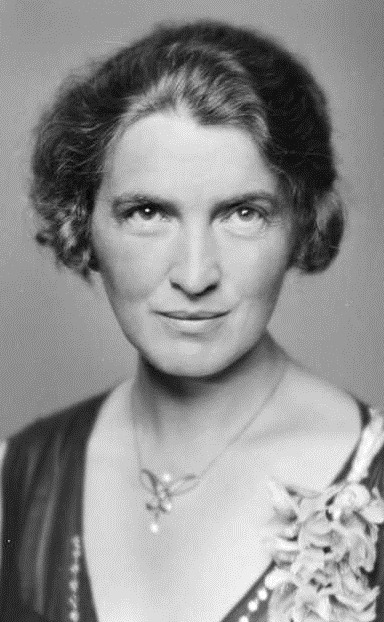
Mary Barratt Due

Mary Louise Barratt Due (* 9. April 1888 in Bergen; † 24. Dezember 1969 in Oslo) war eine norwegische Pianistin und Musikpädagogin.

## Leben
Die Tochter des Methodistenpredigers Thomas Ball Barratt wurde bereits zehnjährig am Musikkonservatorium von Kristiania aufgenommen und studierte als Stipendiatin von 1902  bis 1907 an der Accademia Nazionale di Santa Cecilia in Rom, wo Giovanni Sgambati ihr Klavierlehrer war. Ihr erfolgreiches Debütkonzert gab sie 1906 in Kristiania.
Neben ihrer umfangreichen Konzerttätigkeit setzte sie 1911–12 ihre musikalische Ausbildung bei Percy Grainger in London fort. 1916 heiratete sie den Geiger Henrik Adam Due, mit dem sie zahlreiche Auftritte in ganz Norwegen hatte und 1927 das Barratt-Due-Musikinstitut gründete. Neben ihrer Lehrtätigkeit an diesem Institut, zu dem auch ein musikalischer Kindergarten gehörte und das in der Zeit des Zweiten Weltkriegs ein kulturelles Zentrum Norwegens wurde, setzte sie auch ihre Aktivitäten als Konzertpianistin fort. So spielte sie beim Konzert zu ihrem fünfundzwanzigjährigen Bühnenjubiläum die Uraufführung von Signe Lunds Klavierkonzert.
Im Rahmen des Fulbright-Programms reiste Barratt Due 1956 in die USA, um den dortigen Musikunterricht an Schulen und Universitäten zu studieren. Aus ihrem Musikinstitut, dem auch ihre Kinder Stephan Henrik Barratt-Due (Stephan Henrik Barret-Due sr.) und Esther Barratt-Due und ihr Enkel Stephan Barratt-Due (Stephan Henrik Barratt-Due jr.) verbunden blieben, gingen Musiker wie die Pianistin Eva Knardahl und der Geiger Henning Kraggerud hervor.